# Epsom
Epsom es una ciudad de mercado situada en el distrito no metropolitano de Epsom and Ewell, en el condado de Surrey, Inglaterra, Reino Unido. Considerada una ciudad dormitorio, se encuentra en el área metropolitana de Londres. En el censo de 2011 contaba con una población de 31849 habitantes.